# Neoperla melanocephala
Neoperla melanocephala is een steenvlieg uit de familie borstelsteenvliegen (Perlidae). De wetenschappelijke naam van de soort is voor het eerst geldig gepubliceerd in 1931 door Navás.